# Grenjáður Hráppsson
Grenjáður Hrappsson (n. 910) fue un explorador vikingo y uno de los primeros colonos de Suður-Þingeyjarsýsla en Islandia. Su figura histórica aparece en la saga de Reykdæla ok Víga-Skútu, y saga Ljósvetninga. Era hermano de Geirleifur Hráppsson, ambos hijos del explorador noruego Hráppur (n. 885) también colono en Hagi, Vestur-Barðastrandarsýsla.